# Yoruba Academy
A Yoruba Academy (em português: Academia Iorubá) é uma instituição multi-disciplinar que reúne estudiosos, políticos, homens de negócio e especialistas em língua yoruba, cultura, economia, direito, ciência e tecnologia e governança. Foi fundada em Ibadan, Oyo, Nigéria em outubro de 2007 na sequência de um recuo de jovens profissionais yorubas, e é atualmente operada pela Renewal Group Afenifere. Sua principal missão é garantir a preservação da língua Yoruba, bem como o desenvolvimento sócio-cultural e econômico dos povos Yorubas em todo o mundo, isto é, tanto em sua terra natal do Sudoeste da Nigéria e na Diáspora.
Na sua missão de idiomas, um dicionário será mantido pela Academia para definir um padrão para a língua Yoruba.
Sudoeste Yoruba na Nigéria: Ekiti (estado), Lagos (estado), Ogun (estado), Oyo (estado), Osun (estado), Ondo (estado), parte de Kwara (estado), Kogi (estado), Edo (estado), Delta (estado) e Níger (estado)
Diáspora Yoruba fora da Nigéria na África: em Togo, Benim, Serra Leoa e parte de Gana
Diáspora Yoruba fora da África: no Haiti, Cuba, Porto Rico, Brasil, Estados Unidos, UK, (Irlanda)